# ФК Вихър (Баховица)
„Вихър“ (Баховица) е футболен отбор от село Баховица, България. Президент на клуба е Цветослав Ненчев, треньор е Пламен Цанков.

## Кратка история
Тимът е многократен участник в първенствата на бившата А окръжна група и първенец в тях през 1978, 1984 и 1986 г.
В края на 80-те години на миналия век играе в Северозападната В група под името „Вихър-Велур“. От 2006 г. е член на БФС.
Разполага със стадион за 1000 зрители (седящи места).
През 2010 г. начело на клуба застава младия президент Цветослав Ненчев. Отборът стартира първоначално само с местни момчета като впоследствие привлича таланти от школата на „Литекс“. На треньорския пост застава най-младият треньор в групата – Пламен Цанков, който сам ръководи отбора. Впоследствие Цанков поема президентския пост а защитникът на отбора Петър Бочев застава на треньорския пост.
В периода 2010-2012 г. на треньорския пост няма определен човек. Треньорските функции изпълнява Ивайло Иванов, който също е и капитан на отбора. След проведено събрание в кметство с. Баховица за треньор е избран Калин Колев, а защитникът Петър Бочев, който напусна терена след контузия, заема поста помощник-треньор.
Отборът просперира. Привличат се все повече нови таланти от различни школи.

## Треньори
- Динко Генов
- Денчо Николов
- Иван Генов
- Пламен Цанков
- Калин Колев
- Петър Бочев